# Шевињи ан Валијер
Шевињи ан Валијер (фр. Chevigny-en-Valière) насеље је и општина у источном делу централне Француске у региону Бургоња, у департману Златна обала која припада префектури Бон.
По подацима из 2011. године у општини је живело 304 становника, а густина насељености је износила 55,27 становника/km². Општина се простире на површини од 5,5 km². Налази се на средњој надморској висини од 184 метара (максималној 194 m, а минималној 177 m).

## Демографија
| 1962. | 1968. | 1975. | 1982. | 1990. | 1999. | 2011. |
| ----- | ----- | ----- | ----- | ----- | ----- | ----- |
| 158   | 165   | 153   | 195   | 235   | 233   | 304   |

График промене броја становника у току последњих година